# Claudia Trenkwalder
Claudia Trenkwalder (* 1959 in Augsburg) ist eine deutsche Neurologin. Seit 2003 ist sie Chefärztin der Paracelsus-Elena-Klinik in Kassel. Seit 2012 hat sie eine W3-Stiftungsprofessur für Bewegungsstörungen an der Klinik für Neurochirurgie der Universitätsmedizin Göttingen inne. Von 2011 bis 2013 war sie Präsidentin der World Association of Sleep Medicine (WASM), deren Vereinigung mit der World Federation of Sleep Research zur World Sleep Society sie initiiert hat. Seit 2019 ist sie Präsidentin der International Parkinson and Movement Disorder Society (IPMDS), der führenden wissenschaftlichen Fachgesellschaft für Morbus Parkinson und Bewegungsstörungen.

## Leben
Claudia Trenkwalder besuchte das Otto-von-Taube-Gymnasium in Gauting bei München. Sie studierte Humanmedizin von 1979 bis 1986 an der Ludwigs-Maximilians-Universität in München, wo sie auch 1986 promovierte. Die Facharztweiterbildung erfolgte an der Neurologischen Universitätsklinik in München Großhadern von 1988 bis 1993. 1993 wechselte sie als Oberärztin für Neurologie an das Max-Planck-Institut für Psychiatrie in München. Nach einem Forschungsaufenthalt in USA habilitierte sie 1997 über das Restless-Legs-Syndrom. Sie ist Gründungsmitglied der World Association of Sleep Medicine und der European RLS Study Group und hat die Deutsche Restless Legs Vereinigung gegründet. 2000 wechselte sie an die Klinik für Klinische Neurophysiologie an der Universitätsmedizin Göttingen.
Seit 2003 ist sie Chefärztin der Paracelsus-Elena-Klinik Kassel, eine neurologische Akutklinik und Spezialklinik für Parkinson-Syndrome und Bewegungsstörungen.
Die wissenschaftlichen Schwerpunkte von Claudia Trenkwalder liegen neben dem Restless-Legs-Syndrom auf dem Gebiet der Parkinsonerkrankung und deren Differentialdiagnosen sowie der Schlafforschung (Web of Science: 702 Veröffentlichungen mit insgesamt 25.000 Zitaten, h-Index 79).
Trenkwalder ist verheiratet und hat zwei Kinder.

## Ehrungen
- 2008 Dingebauer-Preis der Deutschen Gesellschaft für Neurologie für herausragende Forschung auf dem Gebiet des Restless-Legs-Syndroms
- 2014 Sleep Science Award der American Academy of Neurology (AAN)
- 2016 Honorary Member der Österreichischen Parkinson-Gesellschaft
- 2018 Fellow  der European Academy of Neurology
- 2019 Honorary Membership der  Society of Neurologists of the Republic of Moldova